# Class 87
De Class 87 is een Britse elektrische locomotief die in 1973–75 gebouwd werd door British Rail Engineering Limited (BREL). 36 exemplaren werden gebouwd voor de reizigersdienst op de West Coast Main Line (WCML). Het was het vlaggenschip van de elektrische tractie van British Rail tot ze eind jaren 80 geleidelijk werden afgelost door de Class 90. Na de privatisering van British Rail kwamen ze op een na allemaal in dienst van Virgin Trains die ze in dienst hield tot de komst van de Pendolino, waarna ze werden uitgerangeerd of verkocht aan andere vervoerders. De enige Class 87 die nog op het Britse spoor in gebruik is, is de 87002 van de AC Locomotive Group, al gebeurt dit alleen in treinschakeling met de 86101 voor een chartertrein. Een groot deel van de locomotieven is geëxporteerd naar Bulgarije.

## Geschiedenis
Samen met de naderende voltooiing van de elektrificatie van de WCML ten noorden van Weaver Junction richting Schotland, via Preston, Carlisle en Glasgow nam ook de behoefte aan elektrische tractie toe. Aanvankelijk werden drie Class 86-locomotieven als proef voorzien van nieuwe apparatuur, met name ophanging en elektra, die in de nieuwe locomotieven zou worden ingebouwd; feitelijk waren dit, op het uiterlijk na, Class 87-locomotieven.
De bovenbouw van de Class 87 is duidelijk afgeleid van de Class 86; de twee grote verschillen zijn de cabines met twee voorruiten in plaats van drie zoals bij de 86 en het ontbreken van de omloopnummers op de voorzijde als gevolg van het besluit in 1973 dat visuele herkenning door baanwachters niet meer nodig was. Het vermogen en de maximumsnelheid van de Class 87 werden ten opzichte van de Class 86 verhoogd. Het vermogen werd verhoogd tot 5000 pk om het hoofd te bieden aan de steilere hellingen op de noordelijke helft van de WCML, zoals Shap Fell en Beattock Summit, en de maximumsnelheid werd verhoog tot 180 km/h. De Class 87 werd ook uitgerust met apparatuur voor treinschakeling waarmee in dubbeltractie kan worden gereden met andere Class 87-locomotieven en sommige Class 86-locomotieven.
In de jaren 80 werd het treinschakelingsysteem vervangen door een nieuw systeem gebaseerd op tijdgestuurde multiplexing (TDM) waarmee treinschakeling mogelijk werd met andere reeksen locomotieven, zoals de meeste Class 86, de Class 90 en de Class 91, en belangrijker met stuurstandrijtuigen in trek-duw formatie.

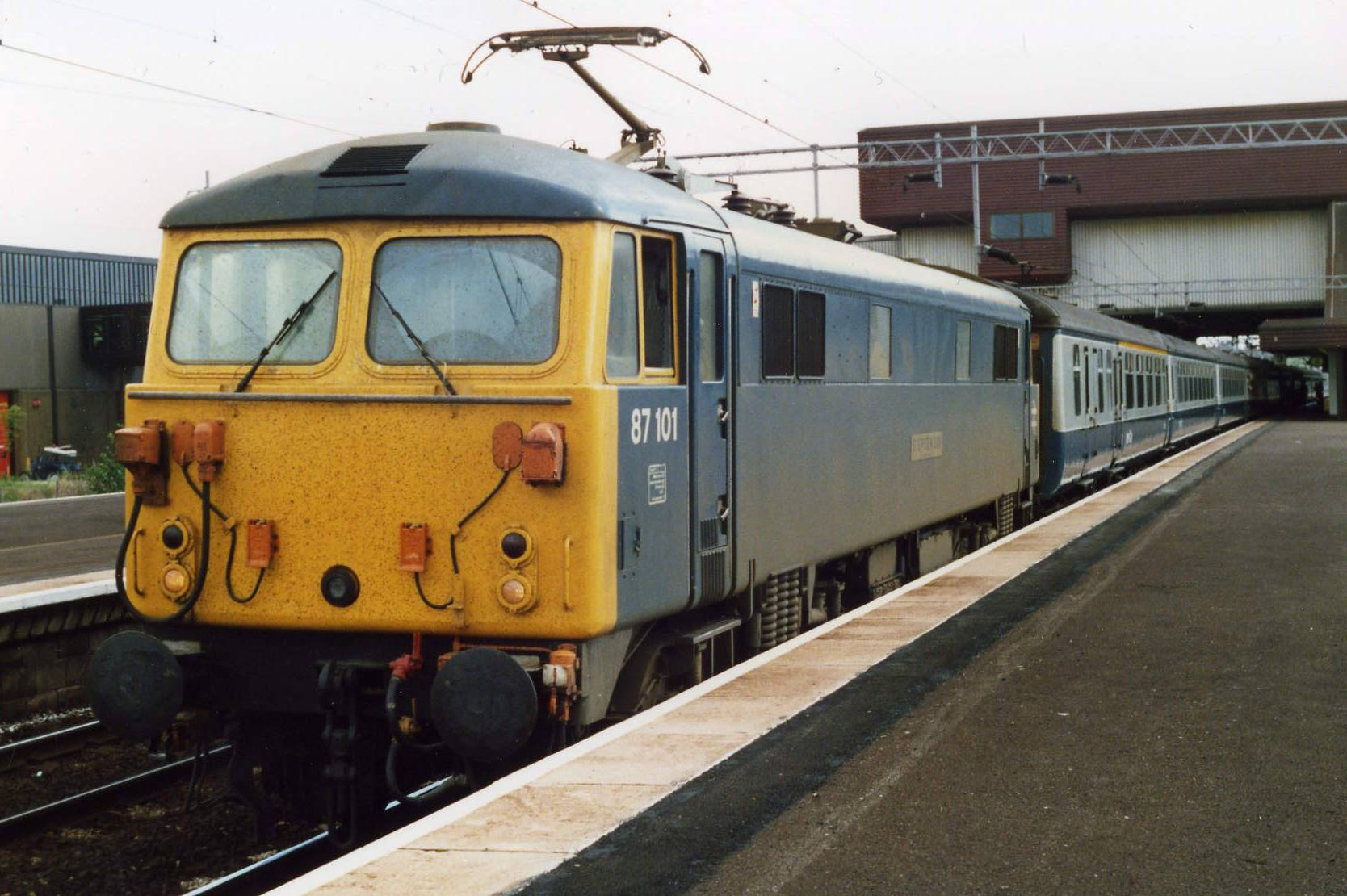
De enige Class 87/1, No.87101 Stephenson, in Rail Blue kleurstelling te Birmingham International in 1988

## 87101
Terwijl de eerste 35 locomotieven, genummerd 87001 tot 87035 en aangeduid als Class 87/0, identiek waren, kreeg het 36e exemplaar afwijkende apparatuur, het nummer 87101 en de aanduiding Class 87/1. De 87101 kreeg een thyristor regeling in plaats van een lastschakelaar met gelijkrichters, en maakte een jaar lang proefritten voorafgaand aan de normale dienst vanaf 1976. De locomotief, met de naam Stephenson, reed dezelfde diensten als de rest van de Class 87, totdat British Rail in de jaren 80 werd gesplitst.
In feite was deze locomotief het prototype van de latere Class 90.

## British Rail

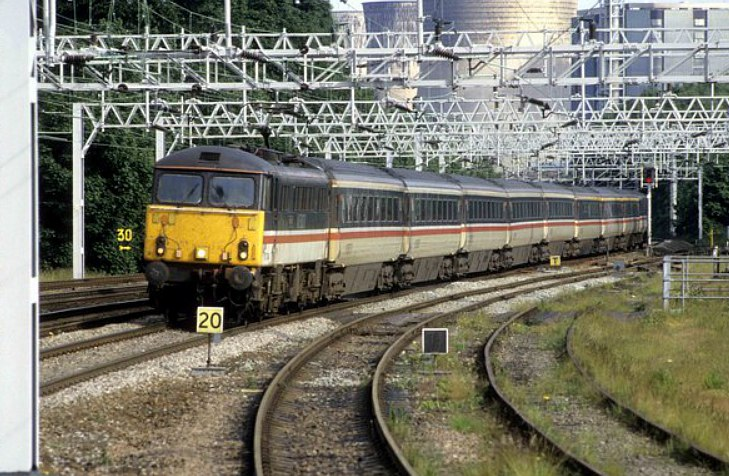
Een exprestrein getrokken door een Class 87 op de WCML in de intercitykleurstelling in 1994

De hoofdtaak van de Class 87 waren de exprestreinen tussen London Euston, het noordwesten en Glasgow. Af en toe werden ze ook ingezet voor goederentreinen met name als door het gewicht twee locomotieven nodig waren. Eind jaren 70 werden alle locomotieven gedoopt, waarbij de namen van de "Britannia"-stoomlocomotieven werden hergebruikt en de overigen werden genoemd naar plaatsen en districten langs de WCML. Eind jaren 80 werd British Rail gesplitst in sectoren waarbij de 87/0 reeks werd ondergebracht bij de intercitysector, waarmee de inzet voor goederentreinen zo goed als eindigde, terwijl de 87101 werd ondergebracht bij Railfreight Distribution.

## Privatisering

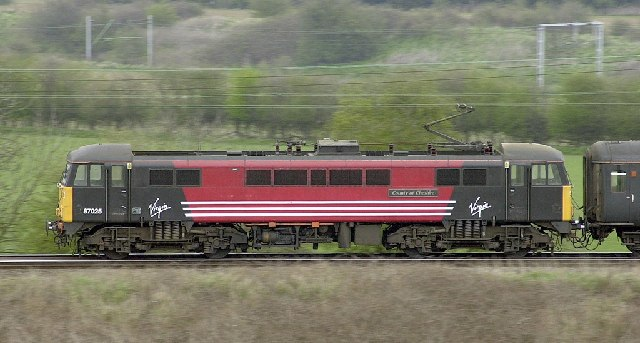
De 87025 'County of Cheshire' in 2002. Een van de laatste Class 87 in dienst van Virgin Trains in de rood-zwarte kleurstelling van Virgin Trains.

### Virgin Trains
In 1997 werd de concessie voor de WCML door Virgin Trains overgenomen van British Rail. De voltallige reeks 87/0 van 35 locomotieven gingen naar rollend materieel beheerder Porterbrook die ze vervolgens, als onderdeel van de overeenkomst, aan Virgin verhuurde.
De locomotieven bleven dezelfde diensten verzorgen als bij British Rail en de enige zichtbare verandering was de nieuwe rode kleurstelling van Virgin Trains. Het lot van de Class 87 was echter al bezegeld door de beslissing van Virgin om nieuwe treinen te kopen. Vanaf 2002 stroomden de Pendolino's in en de 87005 City of London was de eerste Class 87 die werd uitgerangeerd. Ondanks dat de algehele vervanging trager dan gepland verliep, als gevolg van kinderziektes bij de Pendolino, werd de laatste dienst gepland op 10 juni 2005. Op dat moment waren de meeste locomotieven uitgerangeerd of ondergebracht bij andere vervoerders. Voor deze officiële laatste rit trokken vier locomotieven speciale treinen naar Wolverhampton, Northampton en Manchester. Uiteindelijk bleken het niet de laatste diensten voor Virgin Trains, omdat de problemen met de Pendolino aanhielden moesten af en toe ter vervanging Class 87en gehuurd worden van andere vervoerders. De echte laatste rit vond plaats door de 87002 die op 22 december 2006 de trein van Londen naar Birmingham trok.

### EWS
EWS erfde de 87101 van Railfreight Distribution.
De locomotief werd af en toe gebruikt voor goederen en chartertreinen, maar kreeg te maken met een grote storing in 1999. Wegens de afwijkende bouw werd de locomotief uitgerangeerd, als plukloc verkocht aan Alstom en uiteindelijk gesloopt door HNRC te Barrow Hill in 2002.

### Cotswold Rail
In april 2005 verkreeg Cotswold Rail drie locomotieven die alle drie al enige maanden stilstonden, later kwamen er nog vijf bij. Ze waren bedoeld voor chartertreinen, eenmalige verhuur en mogelijke nieuwe intermodale diensten. Ze werden ondergebracht in het depot Oxley te Wolverhampton. De locomotieven werden echter weinig gebruikt en de enigen die ooit zijn ingezet, de 87007 en 87008, werden overgeschilderd in de Cotswold Rail kleurstelling. In juli 2006 eindigde de huur, Cotswold Rail zelf bestaat niet meer.

### Direct Rail Services
In november 2004 verkreeg Direct Rail Services (DRS) vier locomotieven. Deze werden gebruikt voor de Anglo-Scottish intermodal diensten, maar nooit in dienstregeling. In juni 2005 werden de locomotieven opgeslagen. De beperkte inzet was vooral te danken aan de noodzaak van dieselrangeerlocomotieven voor niet geëlektrificeerde opstelsporen.

### FirstGBRf
In november 2004 verkreeg FirstGBRf twee locomotieven die kort daar voor waren gebruikt in de reizigersdienst van Virgin. Ze werden gebruikt als hulplocomotieven voor gestrande Class 325-treinstellen die werden ingezet in de pakketdienst van FirstGBRf. Op een bepaald moment waren er vier locomotieven in dienst maar uiteindelijk waren het er weer twee, namelijk de 87022 Cock O' The North, en de 87028 Lord President, die uiteindelijk aan het eind van 2007 werden uitgerangeerd. De afscheidsrit met een chartertrein op 29 december 2007 werd geschrapt.

### Bulgarije
In 2006 werd Porterbrook benaderd door de Singaporeese handelsmaatschappij Romic-Ace International PTE Ltd om de mogelijkheden van export van Class 87-locomotieven naar Oost-Europa te bespreken. De 87012 en 87019 werden aangeschaft en door Romic-Ace verkocht aan Bulgarian Railway Company A.D. (BRC), een private vervoerder in Bulgarije, na aanpassingen door Electric Traction Services Limited (ETS). De opzending vond pas plaats nadat Bulgarije in 2007 lid was geworden van de Europese Unie om de douaneformaliteiten tot een minimum te beperken.
Na geslaagde proefritten en toelating door de staatsspoorwegen volgden nog eens 25 locomotieven (De hele reeks min de vijf gesloopte, de twee in Bulgarije en de vier opgeslagen of museumlocs in het Verenigd Koninkrijk) die door Romic-Ace van Porterbrook werden gekocht en in zeven leveranties doorverkocht aan БЖК/BRC. Voor de levering aan Bulgarije werden de locomotieven aangepast door ETS in Long Marston en vervolgens voor keuring en acceptatie onder het 25 kV systeem overgebracht naar Crewe. Het project omvatte de levering van de locomotieven, reserve onderdelen, bouwtekeningen, onderhoudsdocumentatie en de training van machinisten/personeel door ETS in het Verenigd Koninkrijk en Bulgarije uit naam van Romic-Ace.
De leveringen werden gepland voor de jaren 2008–2009. De eerste bevatte de 87007, 87008 en 87026, die werden voorbereid door Electric Traction Services Limited, en verlieten in juni 2008 het Verenigd Koninkrijk na keuring en acceptatie door Romic-Ace en BRC in Crewe. De locomotieven werden via het spoor door de kanaaltunnel geleverd. De volgende leveringen werden over de weg naar Hull vervoerd en van daar per schip naar Ruse in Bulgarije vervoerd. 17 locomotieven zijn in gebruik bij de Bulgarian Railway Company. Afnemende vervoersbehoefte in Bulgarije betekende in 2009 het voortijdige einde van de leveranties, met als gevolg dat 11 locomotieven achterbleven. De in slechte staat verkerende exemplaren (87011, 87018, 87021, 87027, 87030, 87031 en 87032) gingen in 2010 en 2011 naar de sloper.
De vier overige (87009, 87017, 87023 en 87025) kwamen in handen van Europhoenix Ltd. Europhoenix begon de 87017 en 87023 rijklaar te maken voor een mogelijke inzet in Groot-Brittannië, maar de enige belangstelling kwam werderom uit Bulgarije van de private vervoerder Bulmarket. De rijvaardige 87017 en 87023, en de niet rijvaardige 87009 en 87025 werden in oktober 2012 per schip geëxporteerd via de haven van Immingham.

## Ongelukken
- Op 16 februari 1980 veroorzaakte een defecte gelaste spoorstaaf in Bushey de ontsporing van een trein die werd getrokken door de 87007 bij een snelheid van 96 mijl/u met 19 gewonden tot gevolg.[5]
- Op 23 juni 1999 botste een expres, getrokken door de 87027, bij Winsford op een lege railbus die in Cheshire door rood was gereden, met 31 gewonden tot gevolg.[6]

## Overzicht
| Legenda: | In bedrijf | Uitgerangeerd | Historisch materieel | Omgebouwd | Gesloopt | Geëxporteerd |

| 87/0 Nummer | 87/1 Nummer | Laatste nummer | Export nummer | Geleverd | Uitgerangeerd                                 | Opmerkingen | Naam |
| ----------- | ----------- | -------------- | ------------- | -------- | --------------------------------------------- | --- | --- |
| 87001       | –           | 87001          | -             | 06/1973  | Museumloc sinds 2005: National Railway Museum | - | Stephenson (1976–1977) Royal Scot (1977–1998) Royal Scot (1999–2003) Stephenson (2003–heden) Royal Scot (2005–heden)    |
| 87002       | –           | 87002          | –             | 06/1973  | Museumloc sinds 2008: The AC Locomotive Group | Overgeschilderd in Caledonian Blue voor rangeerwerk met de Caledonian Sleeper rijtuigen in London Euston.            | Royal Sovereign (1978–2003) The AC Locomotive Group (2005–2008) Royal Sovereign (2008–heden)                            |
| 87003       | -           | 87003          | 87003-0       | 07/1973  | Geëxporteerd naar Bulgarije (BZK)             | - | Patriot (1978–2005) |
| 87004       | -           | 87004          | 87004-8       | 07/1973  | Geëxporteerd naar Bulgarije (BZK)             | - | Britannia (1978–2005) Britannia (2009–heden)                                                                            |
| 87005       | -           | 87005          |               | 08/1973  | Gesloopt in 2005: JT Landscapes, MoD Caerwent | - | City of London (1977–2003)                                                                                              |
| 87006       | -           | 87006          | 87006-3       | 11/1973  | Geëxporteerd naar Bulgarije (BZK)             | - | City of Glasgow (1977–1987) Glasgow Garden Festival (1987–1988) City of Glasgow (1989–1997) George Reynolds (1997–2004) |
| 87007       | -           | 87007          | 87007-1       | 10/1973  | Geëxporteerd naar Bulgarije (BZK)             | - | City of Manchester (1977–2004)                                                                                          |
| 87008       | -           | 87008          | 87008-9       | 11/1973  | Geëxporteerd naar Bulgarije (BZK)             | - | City of Liverpool (1977–1998) Royal Scot (1998–1999) City of Liverpool (1999–2004)                                      |
| 87009       | -           | 87009          | -             | 11/1973  | Geëxporteerd naar Bulgarije (Bulmarket)       | - | City of Birmingham (1977–2003)                                                                                          |
| 87010       | -           | 87010          | 87010-5       | 12/1973  | Geëxporteerd naar Bulgarije (BZK)             | - | King Arthur (1978–2005) Driver Tommy Farr (2005–2005)                                                                   |
| 87011       | -           | 87011          | -             | 01/1974  | Gesloopt in 2011: EMR Kingsbury               | - | The Black Prince (1978–1998) City of Wolverhampton (2001–2004)                                                          |
| 87012       | –           | 87012          | 87012-1       | 01/1974  | Geëxporteerd naar Bulgarije (BZK)             | – | Coeur de Lion (1978–1988) The Royal Bank of Scotland (1988–1998) Coeur de Lion (2001–2005) The Olympian (2005–2006)     |
| 87013       | –           | 87013          | 87013-9       | 02/1974  | Geëxporteerd naar Bulgarije (BZK)             | – | John O' Gaunt (1978–1998) John O' Gaunt (2000–2004)                                                                     |
| 87014       | –           | 87014          | 87014-7       | 01/1974  | Geëxporteerd naar Bulgarije (BZK)             | – | Knight of the Thistle (1978–2004)                                                                                       |
| 87015       | –           | 87015          | –             | 02/1974  | Gesloopt in 2005: JT Landscapes, MoD Caerwent | – | Howard of Effingham (1978–2005)                                                                                         |
| 87016       | –           | 87016          | –             | 03/1974  | Gesloopt in 2004: JT Landscapes, MoD Caerwent | – | Sir Francis Drake (1978–1988) Willesden Intercity Depot (1992–2004)                                                     |
| 87017       | –           | 87017          | –             | 03/1974  | Geëxporteerd naar Bulgarije (Bulmarket)       | – | Iron Duke (1978–2004) Iron Duke (2011–heden)                                                                            |
| 87018       | –           | 87018          | –             | 05/1974  | Gesloopt in 2010: EMR Kingsbury               | – | Lord Nelson (1978–2004)                                                                                                 |
| 87019       | –           | 87019          | 87019-6       | 03/1974  | Geëxporteerd naar Bulgarije (BZK)             | – | Sir Winston Churchill (1978–2005) ACoRP Association of Community Rail Parterships (2005–2006)                           |
| 87020       | –           | 87020          | 87020-4       | 03/1974  | Geëxporteerd naar Bulgarije (BZK)             | – | North Briton (1978–2004)                                                                                                |
| 87021       | –           | 87021          | –             | 04/1974  | Gesloopt in 2010: EMR Kingsbury               | – | Robert the Bruce (1978–2005)                                                                                            |
| 87022       | –           | 87022          | 87022-0       | 04/1974  | Geëxporteerd naar Bulgarije (BZK)             | – | Cock o' the North (1978–1998) Lew Adams The Black Prince (1998–2004) Cock o' the North (2006–2007)                      |
| 87023       | –           | 87023          | –             | 04/1974  | Geëxporteerd naar Bulgarije (Bulmarket)       | – | Highland Chieftain (1978–1984) Velocity (1985–2000) Polmadie (2000–2005) Velocity (2011–heden)                          |
| 87024       | –           | 87024          | –             | 04/1974  | Gesloopt in 2005: JT Landscapes, MoD Caerwent | – | Lord of the Isles (1978–2004)                                                                                           |
| 87025       | –           | 87025          | –             | 04/1974  | Geëxporteerd naar Bulgarije (Bulmarket)       | – | Borderer (1978–1982) County of Cheshire (1982–2004)                                                                     |
| 87026       | –           | 87026          | 87026-1       | 05/1974  | Geëxporteerd naar Bulgarije (BZK)             | – | Redgauntlet (1978–1982) Sir Richard Arkwright (1982–2004)                                                               |
| 87027       | –           | 87027          | –             | 05/1974  | Gesloopt in 2010: EMR Kingsbury               | – | Wolf of Badenoch (1978–2003)                                                                                            |
| 87028       | –           | 87028          | 87028-7       | 05/1974  | Geëxporteerd naar Bulgarije (BZK)             | – | Lord President (1978–2003) Lord President (2006–2007)                                                                   |
| 87029       | –           | 87029          | 87029-5       | 06/1974  | Geëxporteerd naar Bulgarije (BZK)             | – | Earl Marischal (1978–2004)                                                                                              |
| 87030       | –           | 87030          | –             | 06/1974  | Gesloopt in 2010: EMR Kingsbury               | – | Black Douglas (1978–2005)                                                                                               |
| 87031       | –           | 87031          | –             | 07/1974  | Gesloopt in 2010: EMR Kingsbury               | – | Hal o' the Wynd (1978–2004) Keith Harper (2004–2005)                                                                    |
| 87032       | –           | 87032          | –             | 07/1974  | Gesloopt in 2010: EMR Kingsbury               | – | Kenilworth (1978–2003) Richard Fearn (2003–2004)                                                                        |
| 87033       | –           | 87033          | 87033-7       | 08/1974  | Geëxporteerd naar Bulgarije (BZK)             | – | Thane of Fife (1978–2005)                                                                                               |
| 87034       | –           | 87034          | 87034-5       | 09/1974  | Geëxporteerd naar Bulgarije (BZK)             | – | William Shakespeare (1978–2003)                                                                                         |
| 87035       | –           | 87035          | –             | 10/1974  | Museumloc sinds 2005: Crewe Heritage Centre   | – | Robert Burns (1978–2004)                                                                                                |
| –           | 87101       | 87101          | –             | 03/1975  | Gesloopt in 2002: HNRC Barrow Hill.           | Oorspronkelijk gepland als nummer 87036. In normale dienst 08/1976. Apparatuur deels behouden door de AC Loco Group. | Stephenson (1977-schroot)                                                                                               |

## Historisch materieel

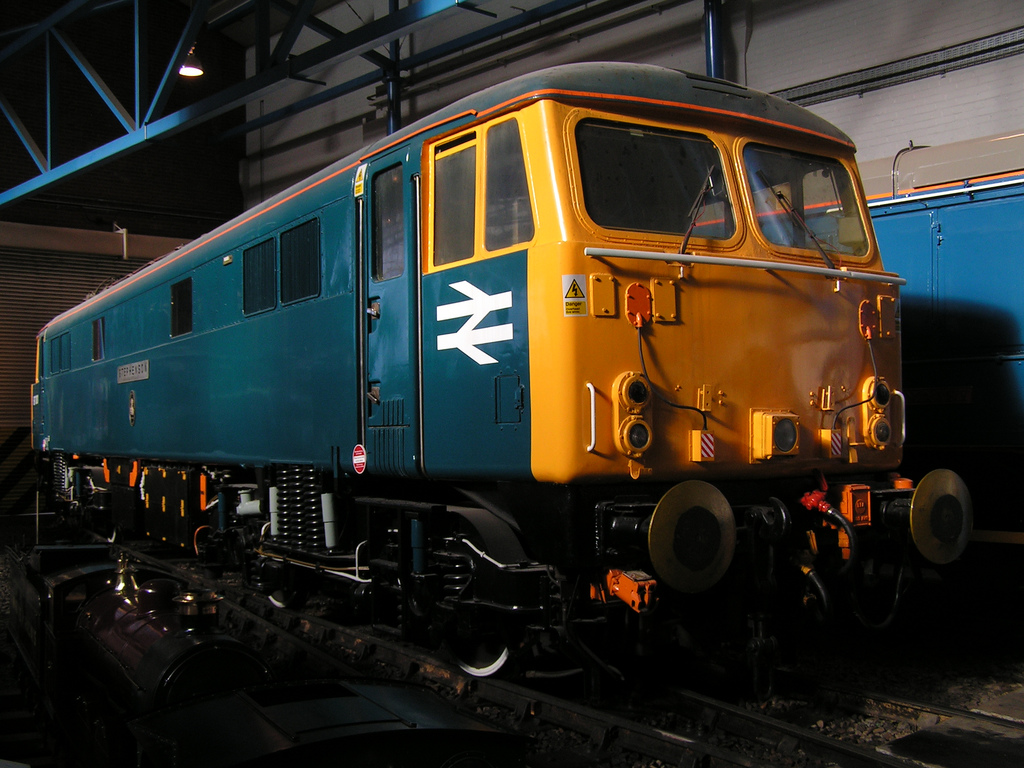
De 87001 in het National Railway Museum

Drie Class 87-locomotieven zijn momenteel in Groot-Brittannië als museumloc. 
- 87001 Stephenson/Royal Scot werd in november 2005 geschonken aan het National Railway Museum.[7]
- 87002 Royal Sovereign is historisch materieel van de AC Locomotive Group en is teruggebracht in rijvaardige staat. Door het nieuwe contract tussen de Caledonian Sleeper en Serco in 2014, werd de 87002 gekozen om leeg materieel in en uit Euston Station te rangeren. In februari 2015 werd ze in Caledonian blue geschilderd en sinds 31 maart 2015 verricht de 87002 samen met de 86101 rangeerwerk met lege slaaprijtuigen in Euston station.[8]
- 87035 Robert Burns was de eerste museumloc van de reeks en is ondergebracht in het Crewe Heritage Centre. De locomotief werd door eigenaar Porterbrook op 10 september 2005 als historisch materieel overgedragen tijdens de open dag van de werkplaats in Crewe.

| Nummers | Naam                  | Kleurstelling     | Verblijfplaats                 | Status                             |
| ------- | --------------------- | ----------------- | ------------------------------ | ---------------------------------- |
| 87001   | Stephenson Royal Scot | British Rail Blue | National Railway Museum        | Tentoongesteld                     |
| 87002   | Royal Sovereign       | Caledonian Blue   | Onderhoudswerkplaats Willesden | Rijvaardig met hoofdlijn toelating |
| 87035   | Robert Burns          | Intercity         | Crewe Heritage Centre          | Tentoongesteld                     |